# 쿠로르트니구

쿠로르트니 구의 위치

쿠로르트니구(러시아어: Куро́ртный райо́н)는 상트페테르부르크를 구성하는 18개 구 가운데 하나로 인구는 70,589 명(2010년 기준)이다. 카렐리야 지협에 위치하며 핀란드만 북부 연안과 접한다.